# Beckeracris janeirensis
Beckeracris janeirensis är en insektsart som beskrevs av Christiane Amédégnato och Marius Descamps 1979. Beckeracris janeirensis ingår i släktet Beckeracris och familjen gräshoppor. Inga underarter finns listade i Catalogue of Life.